# Dilruba

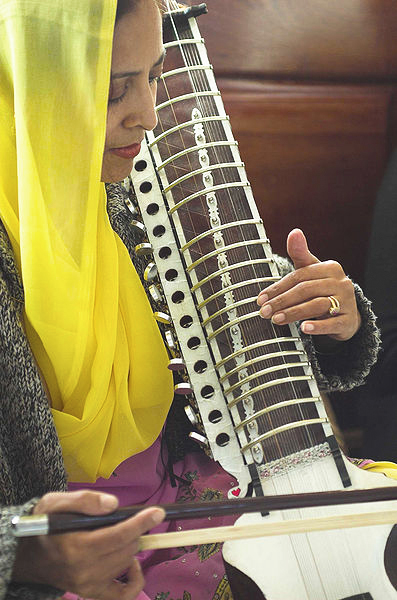
Bei freier Haltung der Hand wird das meend (Glissando) längs zur Saite und nicht wie bei der sitar durch Seitwärtsbewegung ausgeführt. Dilruba-Unterricht 2006

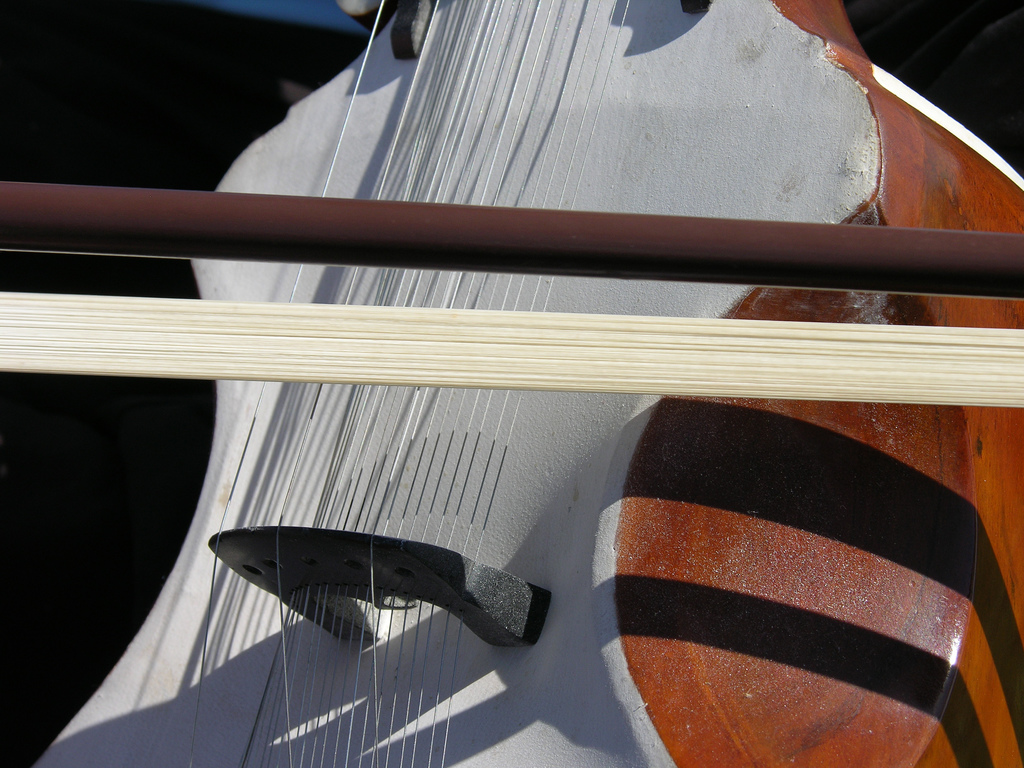
Die Melodiesaiten verlaufen über den Steg, die Resonanzsaiten durch eine Lochreihe im unteren Bereich des Steges

Dilruba (in Urdu auch delroba, delrubā, persisch دلربا) ist ein nordindisches, mit der sarangi vergleichbares Streichinstrument und eng verwandt mit der esraj.  Neben der Anordnung der Resonanzsaiten ist der erkennbare Unterschied die Form des Resonanzkörpers: kantiger bei der dilruba und gerundet bei der esraj.

## Herkunft und Verbreitung
Die dilruba ist besonders im Nordwesten des Landes und in Pakistan verbreitet, die esraj eher in der östlich gelegenen Region Bengalen. Die dilruba dürfte in der Mogulzeit entstanden sein, möglicherweise als schlankere Version der mayuri vina (taus) mit ihrem charakteristischen Korpus in Pfauenform, die esraj vermutlich im 19. Jahrhundert.
In der von Paschtunen gespielten Musik in Afghanistan wurde ab Mitte des 20. Jahrhunderts das Volksmusikinstrument sarinda unter wachsendem indischen Einfluss häufig durch die dilruba oder sarangi ersetzt. In professionellen Bands der afghanischen Städte war die dilruba ein zusätzliches Begleitinstrument neben dem Sänger und Harmonium-Spieler, der rubāb, dutār und tabla. Zwei oder drei dilruba konnten auch einen Rubab-Spieler begleiten.
Das Kabuler Künstlerviertel Charabat war ein Zentrum der afghanischen Musik. Im Orchester von Ghulam Hossein, das ab den 1940er Jahren begann, populäre Musik im neu gegründeten Radio Kabul zu spielen, war auch der bekannte Dilruba-Musiker Ustad Nazar Mitglied. Nazar spielte auch im Orchester von Ustad Qasem.
In der europäischen Popmusik fand sie unter anderem Eingang durch ihre Verwendung in George Harrisons Komposition Within You Without You von 1967, zusammen mit anderen indischen Instrumenten.

## Bauform und Spielweise

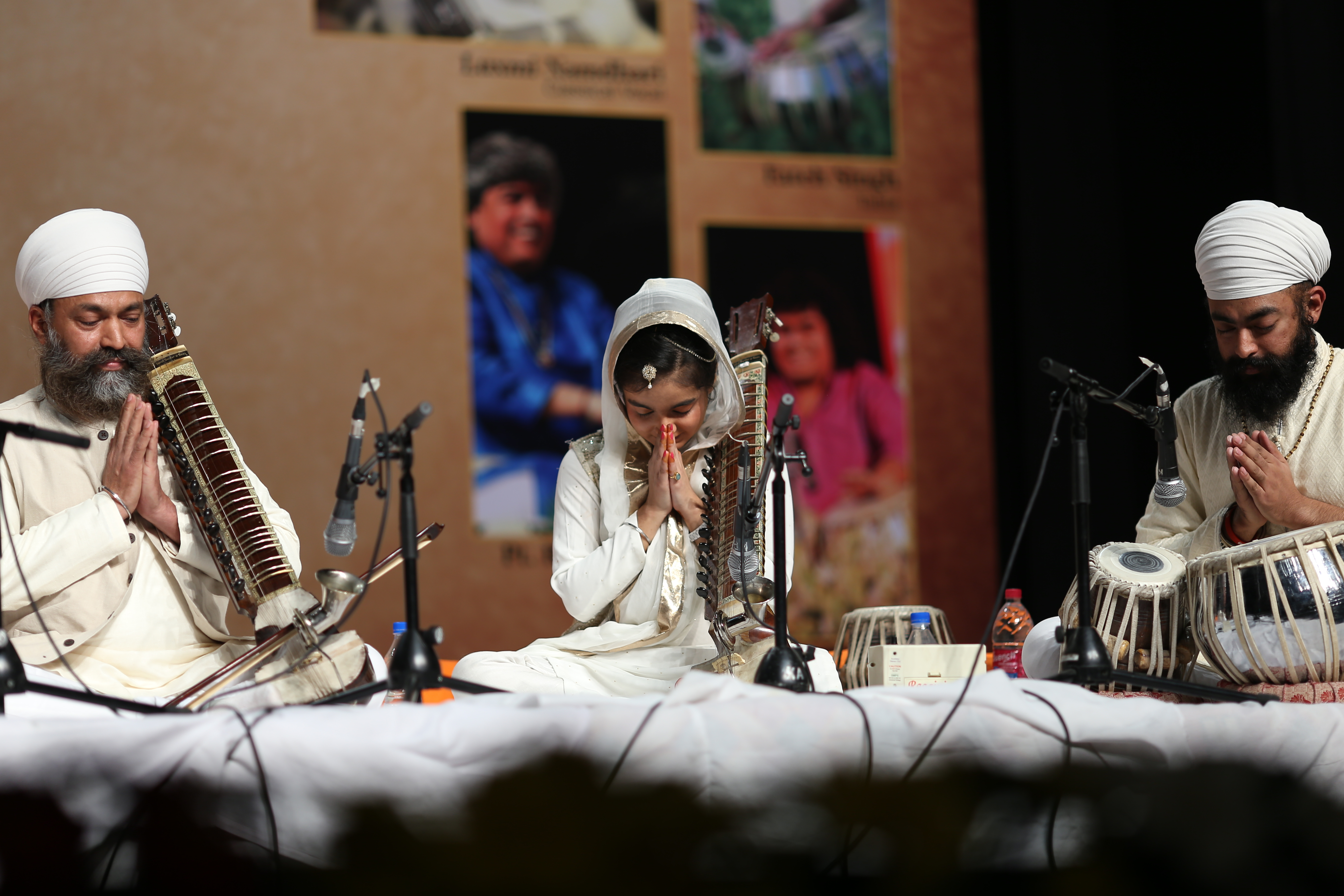
Religiöse Lieder (kirtan) der Sikhs, begleitet von zwei dilruba und tabla

Der Resonanzkörper der dilruba ist etwas breiter und an den Seiten weniger stark eingebaucht, dadurch entsteht ein vollerer Klang. Das Instrument hat seitlich entlang des Griffbretts etwa 15 Befestigungen für Resonanzsaiten, über den Steg verlaufen in der Regel vier Hauptsaiten, wovon nur eine als Melodiesaite gestrichen wird, die drei anderen sind Bordunsaiten. Es werden dilruba mit bis zu 20 Resonanz- und fünf Melodiesaiten angefertigt, die alle aus Metall sind.
Das Griffbrett mit Metallbügeln als Bünden entspricht dem der sitar, der fellbespannte Korpus ähnelt der sarangi. Einige der Bünde können verschoben werden, um die Tonhöhen dem zu spielenden Raga entsprechend anzupassen. Fellbezug und Anzahl der Saiten hat die dilruba mit dem afghanischen Zupfinstrument rubāb gemeinsam.
Die Tonhöhe wird mit dem Zeigefinger der linken Hand festgelegt, mit dem Mittelfinger kann das Spiel beschleunigt werden. Im Unterschied zur sitar müssen die Saiten nicht bis auf den Bund niedergedrückt, sondern nur berührt werden. Damit ist es möglich, Zwischentöne an Stellen ohne Bund zu spielen. Der Bogen (gaz) wird ähnlich wie bei der sarangi gestrichen. Der Musiker sitzt im Schneidersitz am Boden und lässt das Instrument senkrecht auf dem linken Knie ruhen, oder es steht auf dem Boden und wird an die linke Schulter gelehnt.
Die dilruba gehört zu den Musikinstrumenten der leichten Klassik und zur Khyal-Richtung (persisch خيال), dem am häufigsten gespielten Stil der klassischen nordindischen Musik. 
Sikh-Musiker verwenden zur Begleitung ihrer religiösen Gesänge shabad kirtan häufig eine oder mehrere dilruba.

## Diskografie
- Baluji Shrivastav: The Art of the Indian Dilruba. Arc Music, CD 1998